# Апостольский викариат Агарико
Апостольский викариат Агарико (лат. Vicariatus Apostolicus Aguaricoënsis) — апостольский викариат Римско-католической церкви с центром в городе Пуэрто-Франсиско-де-Орельяна в Эквадоре.

## Территория
Апостольский викариат включает в себя территорию провинции Орельяна в Эквадоре. Кафедральный собор Богоматери Кармельской находится в городе Пуэрто-Франсиско-де-Орельяна. Территория викариата разделена на 12 приходов. Служат 17 священников (6 приходских и 11 монашествующих), 13 монахов, 39 монахинь.

## История
Апостольская префектура Агарико была основана 16 ноября 1953 года буллой «С этого момента» (лат. Ex quo tempore) римского папы Пия XII на части территории апостольского викариата Напо.
2 июля 1984 года буллой «Нельзя забывать» (лат. Haud ignoramus) святого папы Иоанна Павла II апостольская префектура была преобразована в апостольский викариат.

## Ординарии
- Ихино Гамбоа, O.F.M.Cap. (30.3.1954 — 1965);
- Алехандро Лабака-Угарте, O.F.M.Cap. (22.1.1965 — 26.6.1970);
- Хесус Лангарика-Олагуэ, O.F.M.Cap. (26.6.1970 — 1984);
- Алехандро Лабака-Угарте, O.F.M.Cap. (2.7.1984 — 2.7.1987);
- Хесус-Эстебан Сабада-Перес, O.F.M.Cap. (22.1.1990 — 2.08.2017, в отставке);
- José Adalberto Jiménez Mendoza, O.F.M.Cap. (2.08.2017 — по настоящее время).